# Bang bang, sei morto
Bang bang, sei morto (Bang Bang You're Dead) è un film del 2002, diretto da Guy Ferland e scritto da William Mastrosimone; questa pellicola si basa sull'omonima opera teatrale creata dallo stesso William Mastrosimone, Bang Bang You're Dead.

## Trama
Il liceale Trevor Adams è un appassionato videoamatore con alle spalle una grave crisi depressiva da cui si sta lentamente riprendendo; il suo carattere chiuso e la sua timidezza gli hanno creato diversi problemi a relazionare con i suoi compagni, diventando presto preda di atti di bullismo. Dopo aver subito l'ennesimo e frustrante scherno, Trevor piazza nella sua scuola una bomba (senza l'innesco) a scopo intimidatorio. Questa bravata gli costa la sospensione e la stretta sorveglianza della sicurezza scolastica e della polizia.
Nonostante a scuola sia ormai disprezzato da quasi tutti i compagni e gli insegnanti, qualcuno sembra credere ancora in lui; infatti il professor Duncan è deciso a mettere in scena, nonostante il parere contrario di tutti i genitori, l'opera teatrale "Bang Bang You're Dead" e vuole affidargli il ruolo del protagonista, convinto che Trevor sia soltanto una vittima di tutto ciò che ha passato. Trevor accetta la parte e stringe amicizia con la coprotagonista, la nuova arrivata Jenny.
Però, dopo l'episodio della bomba, i Trogs, un gruppo di studenti pericolosi e fanatici delle armi da fuoco, riesce a coinvolgere Trevor in alcune bravate. Ma i Trogs hanno in mente qualcosa che va oltre ogni immaginazione: lo sterminio dei loro compagni di scuola ed insegnanti. Il giorno del massacro, Trevor, conoscendo i piani della banda, riesce da solo ad evitare la tragedia, fermando i Trogs e mettendo in fuga tutti gli altri. Tempo dopo, la recita va in scena nonostante le obiezioni iniziali; Trevor ne è l'applaudito protagonista.

## Colonna sonora
- My Own Prison, Creed
- Spill Me, Project 86
- Away, Brian Tyler
- Runaway Train, Oleander
- Washed Away, The Tender Idols
- Mourning The Children, The Tough Guys, Johnny Klimek
- Shoveling Sons, Radar Brothers
- Damaged, Æon Spoke
- On A Misson, Sucker Pump
- Burn, Elemental
- Angry, Young and Poor, Anti-Flag

## Distribuzione
Il film è stato distribuito nei cinema americani a partire dal 13 ottobre 2002; in Italia è stato trasmesso direttamente sui canali satellitari.